# My Swallow
My Swallow (1968 - 1988) est un cheval de course pur-sang anglais né en Irlande. Il fut l'un des meilleurs 2 ans de l'histoire au sein d'une génération exceptionnelle comprenant les cracks Brigadier Gerard et Mill Reef.

## Carrière de courses
Né en Irlande, My Swallow passe aux ventes de yearlings de Dublin où il est acquis pour 5 000 Guinées par l'homme d'affaires David Robinson et envoyé en Angleterre chez l'entraîneur Paul Davey. Il fait ses débuts à York en mai 1970 par une victoire facile par 3 longueurs puis enchaîne dans les Woodcote Stakes début juillet. La suite de sa saison, le poulain l'effectue uniquement en France, un choix original qui le prive de toute participations aux grandes courses britanniques pour 2 ans, et commence par une victoire facile dans le Prix du Bois. Mais dans le Prix Robert Papin, un autre Anglais a fait le déplacement. Il se nomme Mill Reef et vient de pulvériser l'opposition de 6 longueurs dans les Coventry Stakes à Ascot. Le duel est magnifique entre ces deux poulains au-dessus du lot, et c'est My Swallow qui s'impose in extremis (on affiche courte tête à l'arrivée) et impose la première des deux défaites que connaîtra son rival au cours de sa carrière. Suivant le programme français, My Swallow s'en va ensuite cueillir à Deauville le Prix Morny. En septembre, dans le Prix de la Salamandre, il se voit opposer encore un Britannique invaincu, Swing Easy, vainqueur notamment des Richmond Stakes dont il ne fait qu'une bouchée, le laissant gratter la troisième place à 4 longueurs. Enfin, la campagne de France de My Swallow s'achève naturellement avec le Grand Critérium. Il y remporte son septième succès consécutif et le voici donc lauréat des trois grandes épreuves françaises pour 2 ans : Prix Robert Papin, Prix Morny et Grand Critérium. Il est le cinquième poulain de l'histoire à réaliser un tel grand chelem, le premier depuis Nirgal en 1945. Et le premier à y ajouter le Prix de la Salamandre. Ses £ 88 000 de gains sont par ailleurs un record pour un 2 ans. Enfin, il est naturellement le 2 ans le mieux noté de l'année, tant en France qu'en Angleterre, devant Mill Reef (qui a gagné pendant ce temps les Dewhurst Stakes) et un certain Brigadier Gerard, qui reste quant à lui invaincu après sa victoire dans les Middle Park Stakes. Cela peut sembler incroyable tant les deux chevaux précités sont des légendes des courses, mais à la fin de l'année 1970 tout le monde est d'accord : le meilleur des trois, c'est My Swallow. La preuve, Timeform lui a accordé un rating exceptionnel de 134, ce qui d'après le livre de référence de John Randall et Tony Morris A Century of Champions fait de lui le quatrième meilleur 2 ans de l'histoire des courses anglaises après The Tetrarch, Tudor Minstrel et Tetratema. 
Le trio se retrouve pour l'une des éditions les plus mythiques des 2000 Guinées, en tout cas la plus relevée de l'histoire sans aucun doute, même s'ils ne sont que six chevaux au départ, l'un des lots les plus maigres de l'histoire de la course (c'est même la première fois du siècle qu'il y a moins de dix partants, mais quand trois poulains ont raflé quasiment toutes les épreuves pour 2 ans la saison passée, ça n'encourage pas la concurrence). My Swallow a fait une rentrée sans histoire dans une épreuve modeste à Kempton, Mill Reef s'est baladé dans l'une des principales préparatoires, les Greenham Stakes, et Brigadier Gerard a choisi pour sa part de rentrer directement dans les Guinées. L'affrontement s'annonce grandiose, Mill Reef est légèrement favori sur la foi des Greenham, devant My Swallow et Brigadier Gerard. Le plus surprenant est que My Swallow est monté pour la première fois par Frankie Durr et non par  son partenaire habituel, le célèbre Lester Piggott : celui-ci lui a préféré non pas Mill Reef ni Brigadier Gerard mais, à la surprise générale, un certain Minsky, le propre frère du grand Nijinsky entraîné en Irlande par Vincent O'Brien. Il finira quatrième, car au moment de vérité les trois jeunes champions s'expliquent seuls, et c'est Brigadier Gerard qui terrasse ses adversaires, l'emportant de 3 longueurs devant Mill Reef et My Swallow qui échoue à sa hanche. Celui-ci perd donc son invincibilité et, pire, ne goûtera plus jamais à la victoire. En juin, il revient en France pour disputer le Prix de la Porte Maillot face aux chevaux d'âge, mais sur 1 400 m, une distance peut-être plus à son avantage. Il est battu. Et bien battu : 6 longueurs le séparent de Faraway Son, le vainqueur. Alors il descend encore en distance, jusqu'au sprint, et s'aligne au départ de la July Cup, sur 1 200 m. Il est battu. Avec les honneurs certes, échouant à une demi-longueur de Realm. Mais si My Swallow est à l'évidence un 3 ans de grand talent, il n'est plus le crack qu'il a été à 2 ans. Et tandis que Mill Reef et Brigadier Gerard continuent à écrire l'histoire (mais sans plus jamais se rencontrer), My Swallow, comble du troisième larron, tire sa révérence. 

### Résumé de carrière
| Date        | Hippodrome       | Pays        | Course                   | Statut      | Distance    | Jockey      | Place       | Écart       | Vainqueur ou deuxième |
| 1970, 2 ans | 1970, 2 ans      | 1970, 2 ans | 1970, 2 ans              | 1970, 2 ans | 1970, 2 ans | 1970, 2 ans | 1970, 2 ans | 1970, 2 ans | 1970, 2 ans           |
| ----------- | ---------------- | ----------- | ------------------------ | ----------- | ----------- | ----------- | ----------- | ----------- | --------------------- |
| mai         | York             | Royaume-Uni | Zetland Stakes           |             | 1 000 m     | L. Piggott  | 1er / 9     | 3           | Windstorm             |
| juin        | Epsom            | Royaume-Uni | Woodcote Stakes          |             | 1 200 m     | L. Piggott  | 1er / 7     | 1/2         | Laujo                 |
| juillet     | Longchamp        | France      | Prix du Bois             |             | 1 000 m     | L. Piggott  | 1er / 9     | 4           | Primaticcio           |
| 20 juillet  | Maisons-Laffitte | France      | Prix Robert Papin        | Gr. 1       | 1 100 m     | L. Piggott  | 1er / 9     | cte tête    | Mill Reef             |
| 16 août     | Deauville        | France      | Prix Morny               | Gr. 1       | 1 200 m     | L. Piggott  | 1er / 7     | 3           | Impertinent           |
| septembre   | Longchamp        | France      | Prix de la Salamandre    | Gr. 1       | 1 400 m     | L. Piggott  | 1er / 9     | 3 ½         | La Mie au Roy         |
| 11 octobre  | Longchamp        | France      | Grand Critérium          | Gr. 1       | 1 600 m     | L. Piggott  | 1er / 6     | 1/2         | Bonami                |
| 1971, 3 ans |                  |             |                          |             |             |             |             |             |                       |
| avril       | Kempton          | Royaume-Uni | Usher Stakes             | Gr. 2       | 1 800 m     | L. Piggott  | 1er / 4     | 1 ½         | Ma-Shema              |
| 1er mai     | Newmarket        | Royaume-Uni | 2000 Guineas             | Gr. 1       | 1 600 m     | F. Durr     | 3e / 6      |             | Brigadier Gerard      |
| juin        | Longchamp        | France      | Prix de la Porte-Maillot | Gr. 3       | 1 400 m     | L. Piggott  | 2e / 8      | 6           | Faraway Son           |
| juillet     | Newmarket        | Royaume-Uni | July Cup                 | Gr. 2       | 1 200 m     | L. Piggott  | 2e / 8      | 1/2         | Realm                 |

## Au haras
À la fin de sa carrière de course, My Swallow est vendu pour £ 400 000 et s'installe comme étalon à Derisley Wood, un haras de Newmarket. Il y a passa six ans avant d'être vendu au Japon. Malgré une poignée de bons chevaux (dont Northern Spring, champion à 2 ans en Italie en 1975 et Waka Tenzan, deuxième du Derby Japonais), il ne laisse pas une trace mémorable dans l'histoire de l'élevage. 
My Swallow est mort en 1988. 

## Origines
My Swallow est un fils du miler Le Levanstell, vainqueur des Sussex Stakes et des Queen Elizabeth II Stakes en 1961 avant de réussir correctement au haras, donnant le champion Levmoss (Prix de l'Arc de Triomphe et Ascot Gold Cup en 1969). Sa mère  Darrigle a donné aussi Drobny, vainqueur d'un groupe 3 en Italie.

### Pedigree
| Origines de My Swallow (IRE), mâle bai, né en 1968 | Origines de My Swallow (IRE), mâle bai, né en 1968 | Origines de My Swallow (IRE), mâle bai, né en 1968 | Origines de My Swallow (IRE), mâle bai, né en 1968 |
| -------------------------------------------------- | -------------------------------------------------- | -------------------------------------------------- | -------------------------------------------------- |
| Père Le Levanstell 1957                            | Le Lavandou 1944                                   | Djebel                                             | Tourbillon                                         |
| Père Le Levanstell 1957                            | Le Lavandou 1944                                   | Djebel                                             | Loika                                              |
| Père Le Levanstell 1957                            | Le Lavandou 1944                                   | Lavande                                            | Rustom Pasha                                       |
| Père Le Levanstell 1957                            | Le Lavandou 1944                                   | Lavande                                            | Livadia                                            |
| Père Le Levanstell 1957                            | Stella's Sister 1950                               | Ballyogan                                          | Fair Trial                                         |
| Père Le Levanstell 1957                            | Stella's Sister 1950                               | Ballyogan                                          | Serial                                             |
| Père Le Levanstell 1957                            | Stella's Sister 1950                               | My Aid                                             | Knight of the Garter                               |
| Père Le Levanstell 1957                            | Stella's Sister 1950                               | My Aid                                             | Flying Aid                                         |
| Mère Darrigle 1960                                 | Vilmoray 1950                                      | Vilmorin                                           | Gold Bridge                                        |
| Mère Darrigle 1960                                 | Vilmoray 1950                                      | Vilmorin                                           | Queen of the Meadows                               |
| Mère Darrigle 1960                                 | Vilmoray 1950                                      | Iverley Way                                        | Apron                                              |
| Mère Darrigle 1960                                 | Vilmoray 1950                                      | Iverley Way                                        | Smoke Alley                                        |
| Mère Darrigle 1960                                 | Dollar Help 1952                                   | Fall of Clyde                                      | Fair Trial                                         |
| Mère Darrigle 1960                                 | Dollar Help 1952                                   | Fall of Clyde                                      | Hyndford Bridge                                    |
| Mère Darrigle 1960                                 | Dollar Help 1952                                   | Dollar Crisis                                      | Pink Flower                                        |
| Mère Darrigle 1960                                 | Dollar Help 1952                                   | Dollar Crisis                                      | Silver Loan (famille 2-g)                          |